# Niklas Backman
Niklas Backman (nacido el 13 de noviembre de 1988 en Västerås, Suecia) es un futbolista sueco que juega en la posición de defensa. Actualmente juega para el Aarhus GF de la Superliga de Dinamarca y para la selección de fútbol de Suecia.